# 차관
차관(借款, 영어: credit)은 어느 나라 정부, 은행 또는 회사 등이 상대국의 정부, 은행 또는 회사에 대하여 장차 필요할 경우에 일정한 융자를 받을 것을 예약 혹은 차입한 신용을 말한다

## 상업차관
개인이나 민간기업이 외국으로부터 도입한 자금이다. 국가나 정부에서 보증하고 법인이 들여오는 공공 차관하고는 분명하게 구분된다. 국회의 의결을 통해서만 들여올 수 있는 것이 공공차관이지만, 상업차관은 재정경제부 장관의 인가만으로도 도입할 수 있다.  선진국에서 개발도상국에 공여하는 것이 차관의 일반적인 개념이지만, 정부에서는 국제수지의 악화를 이유로 1986년 이후 허용하지 않고 있다.